# Lluís Segalà i Estalella
Lluís Segalà i Estalella (Barcelona, 21 de juny de 1873- Barcelona, 17 de març de 1938) fou un hel·lenista i filòleg català.

## Biografia

### Estudis i vida acadèmica
Estudià filosofia i lletres i dret a la Universitat de Barcelona, i es doctorà, d'ambdues carreres, a la Universitat de Madrid. El 1895 va ser nomenat professor auxiliar de la Universitat de Barcelona, i el 1899 obtingué la càtedra de grec a la Universitat de Sevilla, que ocupà fins al 1906 quan va succeir el seu mestre Josep Balari i Jovany a la càtedra de Barcelona. Allí hi tingué deixebles com Lluís Nicolau d'Olwer, Pere Bosch i Gimpera o Gaziel. Va ser professor de llengua i literatura llatines a l'Escola de Bibliotecàries i, entre 1921 i 1930, en va ser el director.

### Impulsor de col·leccions de textos clàssics
Fou director de les col·leccions de textos clàssics traduïts al castellà i en algun cas al català i altres llengües: Biblioteca de autores griegos y latinos, Colección de Autores Clásicos, Griegos y Latinos, con la Construcción Directa y la Traducción Interlineal (iniciada el 1909), i, a Madrid, una Biblioteca de Clásicos, griegos y Latinos, des de 1930.
Va començar, el 1918 una Col·lecció de Literatures Antigues, amb traduccions al català, editada pel Consell de Pedagogia.

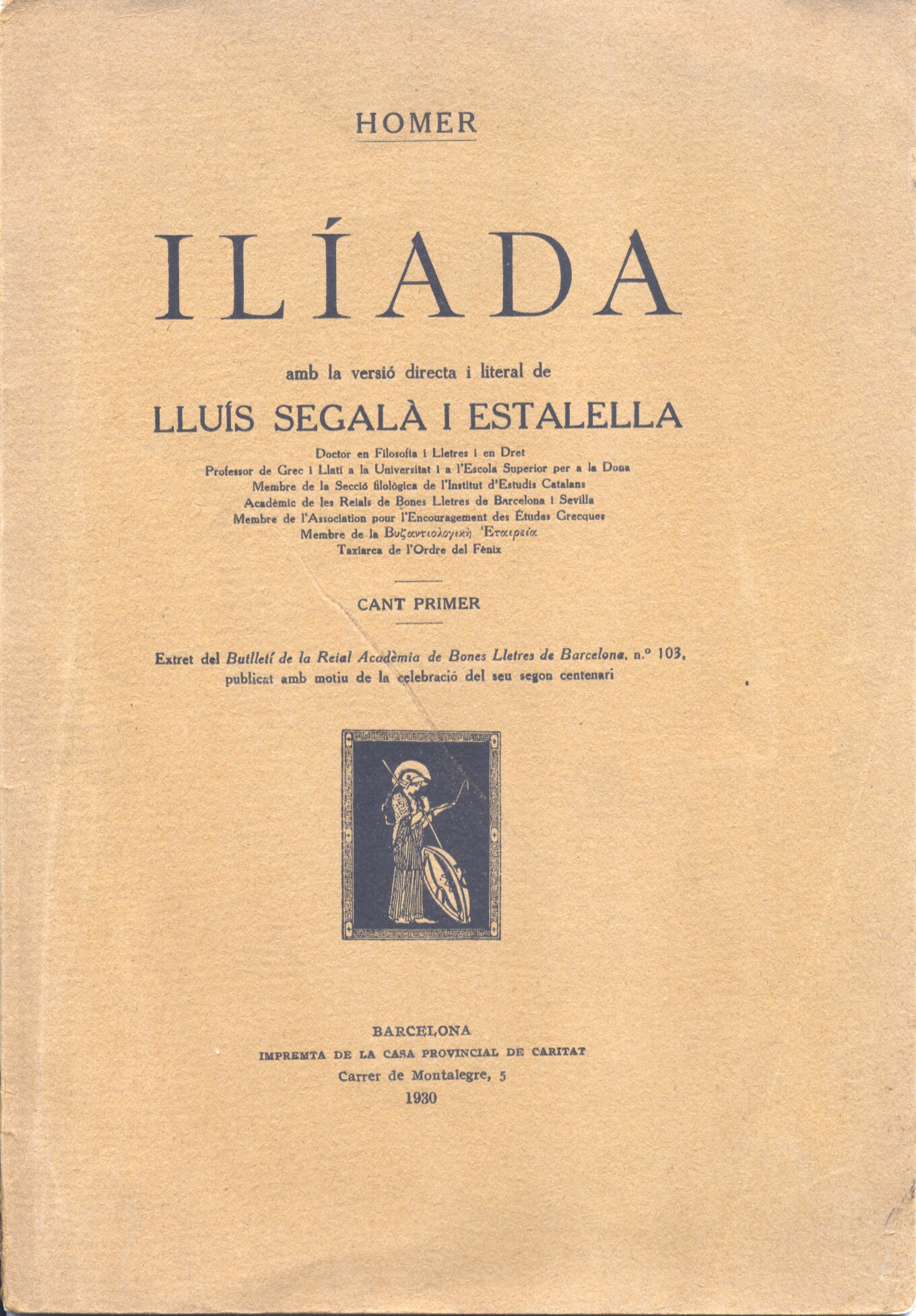
Portada de la traducció del Cant primer de la Ilíada per Lluís Segalà i Estalella

### Traduccions
Destaca la seva labor de traductor d'obres clàssiques gregues, en especial les homèriques. De la Ilíada en traduí al català el cant primer, i la Col·lecció Bernat Metge n'anunciava la traducció completa. Les seves traduccions al castellà de la Ilíada i de l'Odissea són les més difoses en aquesta llengua, de forma continuada, durant tot el segle xx.

### Separació de la càtedra
L'any 1936, al començar la guerra civil fou apartat de la Universitat, acusat de «desafecte» al règim republicà. Tot i que els seus col·legues iniciaren gestions perquè se li restituís la càtedra, això no es produí.

### Mort als bombardeigs de Barcelona de març de 1938
El 17 de març de 1938 en un dels intensos bombardeigs sistemàtics que aquells dies sofrí la ciutat de Barcelona de mans de l'aviació feixista italiana, que col·laborava amb els revoltats feixistes espanyols, Lluís Segalà hi trobà la mort, quan la casa on vivia es va esfondrar.

## Obres

### Tractats gramaticals i d'història de la literatura
- Gramática del dialecto eólico. Barcelona, 1897.
- Cuadro sinóptico de literatura griega profana. Barcelona, 1903.
- Gramática sucinta del dialecto homérico. Barcelona, 1908.
- Vocabulario del libro I de la Anábasis de Jenofonte. Barcelona, 1910.
- Resum de sintaxi llatina. Barcelona, 1920.
- Vocabulari sànscrit-català de fàbules primeres (fins al paràgraf 19) del llibre I de l'Hitopadeza. Barcelona, 1931.

### Traduccions al català
- «Ilíada (versos 206-246) del primer cant». A: Almanach dels Noucentistes, 1911.
- «7 epigrames de l'Antologia grega». Catalunya, VI, 1913.
- «22 facècies del Philogelos, de Hierocles i Filagri». Catalunya, VI, 1913.
- Hero i Leandre, atribuït a Museu (segle v aC); text grec, amb versió literal de Lluís Segalà i en vers d'Ambrosi Carrion, amb un apèndix amb les traduccions inèdites de Pau Bertran i Bros i Josep Maria Pellicer i Pagès, 1915.
- «Ilíada (Cant primer)». Boletín de la Real Academia de las Buenas Letras de Barcelona, XIV, 1929.
- Frases famoses (pdf). facsímil en línia.  Barcelona: Bonavia & Duran, 1920, p. 36 (Minerva núm. 17).

### Traduccions al castellà
- Homer. Ilíada, 1908.
- Hesíode. Teogonia, 1910.
- Homer. Odissea, 1910.
- Doctrina de los doce apóstoles, 1916.
- Himnos homéricos, Batracomiomaquia, Epigramas y fragmentos de poemas cíclicos, 1927.
- Obras completas de Homero; Barcelona, 1927.